# Liechtenstein na Letnich Igrzyskach Paraolimpijskich 2004
Liechtenstein na Letnich Igrzyskach Paraolimpijskich 2004 w Atenach reprezentował 1 zawodnik. Był to czwarty występ Liechtensteinu na letnich igrzyskach paraolimpijskich (po startach w 1984, 1988 i 1992 roku). 
Tenisista stołowy Peter Frommelt zajął 4. miejsce w grze pojedynczej w kat. 8. Jest to najwyższa pozycja zajęta przez reprezentanta Liechtensteinu na letnich igrzyskach paraolimpijskich (stan na rok 2020).

## Wyniki

### Tenis stołowy
| Zawodnik       | Konkurencja           | Faza grupowa     | Faza grupowa     | Faza grupowa     | Faza grupowa | 1/8 finału       | Ćwierćfinały     | Półfinały        | Mecz o 3. miejsce | Pozycja | Źródło |
| Zawodnik       | Konkurencja           | Przeciwnik Wynik | Przeciwnik Wynik | Przeciwnik Wynik | Pozycja      | Przeciwnik Wynik | Przeciwnik Wynik | Przeciwnik Wynik | Przeciwnik Wynik  | Pozycja | Źródło |
| -------------- | --------------------- | ---------------- | ---------------- | ---------------- | ------------ | ---------------- | ---------------- | ---------------- | ----------------- | ------- | ------ |
| Peter Frommelt | gra pojedyncza kat. 8 | Vergeylen 3:0    | Pichon 3:1       | Csonka 3:0       | 1            | —                | Soukup 3:2       | Glikman 1:3      | Csejtey 0:3       | 4       | [ 2 ]  |